# Gare de Notogawa
La gare de Notogawa (能登川駅, Notogawa-eki) est une gare ferroviaire située à Higashiōmi dans la préfecture de Shiga au Japon.

## Situation ferroviaire
La gare se trouve au point kilométrique (PK) 465,7 de la ligne principale Tōkaidō.

## Histoire
La gare a ouvert le 1er juillet 1889.

## Service des voyageurs

### Accueil
La gare dispose d'un bâtiment voyageurs, avec guichets, ouvert tous les jours.

### Desserte
- Ligne Biwako :
  - voie 1 : direction Kyoto et Osaka
  - voies 2 et 3 : direction Maibara, Nagahama et Ōgaki